# Christophe Emelee
Claude Christophe Antoine Emelee, né le 9 janvier 1958, est un homme politique vanuatais.

## Biographie
Originaire de l'île de Hiu, il vit un temps en Nouvelle-Zélande, où il est consul honoraire du Vanuatu de 1992 à 1996. Il est directeur général d'une entreprise de pêche à partir de 1998, et est nommé président des Autorités maritimes de Vanuatu de 2003 à 2007.
Il entre au Parlement de Vanuatu comme député des îles Banks et Torrès aux élections de 2012 avec l'étiquette du Parti national, l'un des nombreux micro-partis du pays. En février 2014, il entre au gouvernement de coalition du Premier ministre libéral-écologiste Moana Carcasses Kalosil comme ministre de l'Intérieur, succédant au ministre Patrick Crowby décédé. Lors d'un remaniement ministériel six jours plus tard dû à la défection de deux ministres, il est transféré au poste de ministre de la Justice, cédant le ministère de l'Intérieur à Paul Telukluk. C'est une période instable dans la vie politique vanuataise, et Christophe Emelee occupe cette fonction moins de trois mois avant que le Parlement ne destitue le gouvernement Carcasses par une motion de censure. En juillet, il fonde le Parti du développement national avec Robert Bohn, Américain naturalisé vanuatais et reconnu coupable aux États-Unis de racket, de blanchiment d'argent et de fraude.
Il devient ministre de l'Agriculture, des Forêts et de la Pêche lorsque Sato Kilman devient à son tour Premier ministre en juin 2015. Il conserve son siège de député aux élections de 2016, qui amènent un nouveau changement de gouvernement ; Christophe Emelee devient le chief whip de l'opposition pour la législature 2016-2020. En novembre 2022, il est nommé ministre de l'Intérieur dans le gouvernement d'Ishmael Kalsakau. Début mai 2023, il démissionne « pour des raisons personnelles », tout en demeurant membre de la majorité parlementaire. Début août, il se joint à l'opposition parlementaire pour signer une motion de défiance contre le gouvernement qu'il a quitté. Le 8 août, pour retrouver son soutien, le Premier ministre le nomme ministre de l'Éducation,.
Le 15 août 2023, l'opposition parlementaire menée par Bob Loughman, qui reproche à Ishmael Kalsakau à la fois d'avoir accru le salaire minimum et d'avoir potentiellement compromis les relations économiques du Vanuatu avec la Chine en signant un accord de coopération avec l'Australie en matière de sécurité intérieure et de défense, vote une motion de défiance à son encontre au Parlement, adoptée par vingt-six voix contre vingt-trois. Après une période d'incertitude juridique, la Cour suprême confirme le 4 septembre que vingt-six voix suffisent pour renverser le gouvernement, et le mandat d'Ishmael Kalsakau comme Premier ministre prend fin. Les députés élisent Sato Kilman, qui souhaite resserrer les relations du pays avec la Chine, à sa succession,,. Le 6 octobre, le Parlement destitue le gouvernement Kilman par vingt-sept voix à zéro, les députés du camp Kilman ayant boycotté la séance. Les députés présents élisent alors Charlot Salwai Premier ministre. Le Premier ministre Salwai nomme Christophe Emelee ministre de l'Éducation,. Le 3 décembre, toutefois, il accepte de céder son ministère à Leonard Pikioune, lors d'un remaniement ministériel visant à consolider le gouvernement.